# Jansik Dávid
Jansik Dávid (Cegléd, 1991. február 28. –) háromszoros magyar bajnok magyar válogatott vízilabdázó, olimpikon a Szolnoki Dózsa-KÖZGÉP játékosa. 2017-ben bajnokok ligáját nyert. Öccse, Jansik Szilárd szintén a nemzeti válogatott tagja.

## Sikerei, díjai
- Magyar bajnokság
  - bajnok: 2015, 2016, 2017, 2021
  - második: 2014, 2018
  - harmadik: 2009, 2019, 2025
- Magyar kupa
  - győztes: 2010
- LEN-szuperkupa
  - győztes (1): 2017 – Szolnok
- LEN-Európa-kupa
  - győztes (1): 2021 – Szolnok[1]